# Cuphea niederleinii
Cuphea niederleinii är en fackelblomsväxtart som beskrevs av Emil Bernhard Koehne och Paul Hermann Wilhelm Taubert. Cuphea niederleinii ingår i släktet blossblommor, och familjen fackelblomsväxter. Inga underarter finns listade i Catalogue of Life.